# Bill Eppridge
Guillermo Alfredo Eduardo Eppridge, nome de batismo de William E. Eppridge (Buenos Aires, 20 de março de 1938 - Danbury, 3 de outubro de 2013), foi um repórter fotográfico argentino, naturalizado norte-americano.
Filho de um engenheiro químico, nasceu na Argentina e cresceu no estado americano da Virginia. Desde criança queria trabalhar com fotógrafo e fez Fotojornalismo na Universidade de Missouri.
Começou na carreira fazendo trabalhos para a National Geographic e em 1964, entrou na Revista Life, onde fez coberturas de personalidades da música, como Pete Seeger, Beatles, Barbra Streisand, Bob Dylan, além de festivais, como Newport Folk Festival e o Festival de Woodstock. Outros trabalhos executados na Life, foram em assassinatos organizados pela  Ku Klux Klan, na Guerra do Vietnã e as comemorações dos 50 anos da Revolução de Outubro, em Leningrado.
No início da década de 1970, trabalhou em alguns periódicos, entre estes, o Time e em 1972, entrou para a Sports Illustrated, cobrindo várias Olimpíadas de inverno e verão, a Copa América, a erupção do Monte Santa Helena, em 1980, e o acidente do petroleiro Exxon Valdez.
Alguns de seus trabalhos foram premiados e várias de suas fotos fazem parte de acervos de bibliotecas e museus nos Estados Unidos.

## Foto de destaque
Eppridge ganhou notoriedade quando fez a célebre fotografia, em preto e branco, com o corpo de Robert Kennedy sobre uma poça de sangue no Ambassador Hotel, em Los Angeles, onde o senador foi alvejado por dois disparos na cabeça, no dia 5 de junho de 1968.